# Hanyu
Este artigo é sobre a cidade japonesa. Hanyu pode, ainda, ser o nome dado à língua chinesa, nessa mesma língua.

Hanyu (羽生市 Hanyō-shi) é uma cidade japonesa localizada na província de Saitama.
Em 2003 a cidade tinha uma população estimada em 57 292 habitantes e uma densidade populacional de 978,51 h/km². Tem uma área total de 58,55 km².
Recebeu o estatuto de cidade a 1 de Setembro de 1954.

## Cidades-irmãs
- Kaneyama, Japão
- Baguio, Filipinas
- Durbuy, Bélgica